# Tizi N'Berber
Tizi N'Berber là một đô thị thuộc tỉnh Béjaïa, Algérie. Dân số thời điểm năm 2002 là 12.964 người.